# Leopold Scherschnik
Leopold Jan Scherschnik (též Šeršník či Szersznik) (3. března 1747, Těšín – 21. ledna 1814, tamtéž) byl jezuitský osvícenec, středoškolský profesor, knihovník, historik, sběratel literárních a historických památek, průkopník muzejnictví ve Slezsku a autor historických spisů.